# Морфесси, Юрий Спиридонович
Ю́рий Спиридо́нович Морфе́сси (греч. Γιώργος Μορφέσσης; 4 сентября 1882, Афины — 12 июля 1949, Фюссен) — русский эстрадный и оперный певец (баритон) греческого происхождения.

## Биография

Валентина Лозовская — с собакой

Родился в Афинах, в семье адвоката. В 1889 семья переехала в Одессу, в следующем году на прогулочной яхте погиб отец.
Юрий поступил в греческое коммерческое училище в Одессе, при этом пел в церковном хоре. Юношей был принят в Одесский оперный театр, несмотря на отсутствие музыкального образования. В 1903 году Морфесси устраивается в Киеве в труппу театра «Шато-де-Флёр».
Материальные трудности не позволяли серьёзно заниматься музыкальным образованием, и в конце очередного театрального сезона Морфесси подписывает контракт на работу в опереттах: в театре «Буфф» в Киеве (1904), в Ростове-на-Дону (1905—1906).
Переехав в Петербург, выступал в оперетте Новикова, а также в Театре цыганской песни, с 1912 года полностью перешёл из оперетты на эстраду. Выступал на модных площадках в Санкт-Петербурге (театры «Буфф», «Кривое зеркало» и др.), в Москве (театр сада «Эрмитаж», театр «Летучая мышь», ресторан «Яр»), совершал длительные турне по России.. С 1912 года Морфесси начал записываться для граммофонных фирм «Зонофон», «Пишущий Амур», примерно тогда же Фёдор Шаляпин назвал Юрия Морфесси «Баяном русской песни».
В июне 1914 года Морфесси пел перед императорской семьёй на яхте «Полярная звезда». В ноябре 1914 года Юрий Морфесси записал грампластинку с песней «Казак Крючков» (стихи либреттиста Марка Ярона, положены на музыку Юрием Риком) о подвиге Козьмы Крючкова. В этой песне были следующие слова:

На одного напали разом

Тринадцать немцев, и казак Крючков

Вступил в борьбу, и не моргнувши глазом,

Стрелял, рубил, колол врагов.

Желаньем быть в бою сгорая,

Чрез две недели он вернулся в строй

Сражаться за царя, за честь родного края -

Казак Крючков, казак герой
В январе 1915 года Морфесси помог Г.П. Макарову открыть в Петрограде артистический клуб — элитарное кабаре «Уголок» для «талантов и поклонников».
Воинской повинности Морфесси избежал, но жертвовал деньги Скобелевскому комитету помощи увечным воинам.
Осенью 1917 года во время гастролей по Дальнему Востоку Морфесси узнал о произошедшей в Петрограде Октябрьской революции, вернулся в Петроград, но, услышав о расстреле царской семьи, уехал в Одессу. Осенью 1918 года в Одессе открыл Дом артиста, где выступали Надежда Плевицкая, Иза Кремер, Александр Вертинский, Леонид Утёсов.
С 1920 года — в эмиграции. В Париже Морфесси пел сначала в «Тройке», потом в «Кавказе» Балиева, затем — долгое время в «Эрмитаже». Гастроли 1929 года Морфесси закончил в рижском кабаре «Альгамбра». Получив годовой ангажемент в Югославии, уехал в Белград. В апреле 1931 года вернулся в Париж. В 1935 Морфесси надолго остановился в Югославии. В Белграде в 1937 году Морфесси выступал в кабаре «Казбек», где познакомился с Константином Сокольским, они начали выступать вместе, затем переехали в Загреб.
В годы Второй мировой войны Ю. Морфесси вступил в артистическую бригаду «Русского корпуса», созданного русскими эмигрантами в Югославии. В 1943 году гастролировал в Берлине, где записал пластинки.
По мере продвижения Красной армии на запад Морфесси отступал с немецкими частями и в итоге оказался в городке Фюссен.
Скончался от сердечного приступа в июле 1949 года в Фюссен. Некрологи были опубликованы в «Русской мысли» (Франция) и «НРС» (США). Могила певца не сохранилась.
Ю. С. Морфесси оставил книгу своих мемуаров «Жизнь, любовь, сцена: воспоминания русского баяна», которая была опубликована в Париже в издательстве «Старина» в 1931 году.

## Память
Первой книгой, написанной о Юрии Морфесси стала книга краснодарского историка эстрады и краеведа Виталия Бардадыма «Юрий Морфесси — баян русской песни» — страницы жизни и творчества (Краснодар: Издательство «Советская Кубань», 1999). В этой книге наиболее полно рассказана биография артиста, автор использует архивные документы, рассказывается о его родственниках, а также составлена подробная дискография записей, сделанных в разные периоды жизни и творчества для граммофонных фирм «Пишущий амур», «Syrena-electro», «Parlophon», «Polydor» и др.
В 2012 году в издательстве «Деком» вышла книга «Звёзды царской эстрады», где опубликованы мемуары Морфесси и впервые правдиво рассказана его биография.

В телесериале «Вертинский» роль Юрия Морфесси сыграл актёр Леонид Алимов.

## Семья
Жена — Валентина Лозовская, участница Гражданской войны в России на стороне Белого движения. Артиллерист-дроздовец.
«…Съездив в Белград на гастроли, Юра познакомился с девицей огромного роста (выше меня на голову), которая была участницей белого движения и жила в Белграде… <…> Женившись на ней в Белграде, где он отбил ее у богатого серба, не пожелавшего жениться на ней, он привез ее в Париж. Это был ход со стороны этой женщины, которая сыграла на самолюбии своего богатого любовника. А Юра был козлом отпущения. Любовник взвыл. Она нанесла сильный удар. В конце концов он приехал за ней в Париж, они, по-видимому, встретились и… эта молодая особа, которую, кстати мы называли „молодая лестница“, в один прекрасный день, когда Юра был в поездке, бросила его и уехала в Белград, предварительно начисто ограбив его, продав все имущество, даже его квартиру со всей мебелью…». (Вертинский А. Н. За кулисами. М., 1991, с. 162.)